# Anton Ciobanu
Anton Ciobanu (n. 22 mai 1939, Călugăra – d. februarie 2004, Bacău) a fost un ceramist român. A început să învete tainele ceramicii înca din copilarie, parinții ocupându-se cu olaritul. Între anii 1965–1968 a urmat cursurile Școlii Populare de Arta din Bacău, la secțiile de ceramică și pictură. În 1988 a plecat în Statele Unite dar până atunci, a avut 20 de expoziții personale și nenumărate participări la expoziții de grup atât în România cât și în străinătate. După aproape 10 ani petrecuți pe meleagurile Americane ți alte 3 expoziții personale în Philadelphia și New York se reântoarce în Bacău unde înființează în 2003 prima galerie privată de artă ceramică din Bacău. A decedat în Februarie 2004, din cauza unor complicații după o intervenție chirurgicală de urgență.